# Phisalixella arctifasciata
Phisalixella arctifasciata — вид змій родини Pseudoxyrhophiidae. Ендемік Мадагаскару.

## Поширення і екологія
Phisalixella arctifasciata поширені на сході острова Мадагаскар, а також на сусідньому острівці Нусі-Мангабе. Вони живуть у вологих тропічних лісах. Ведуть нічний спосіб життя.